# Hemidactyliinae
Sous-famille
Synonymes
- Mycetoglossina Bonaparte, 1850
- Oedipina Gray, 1850
- Bolitoglossidae Hallowell, 1856
- Bolitoglossinae Hallowell, 1856
- Thoriidae Cope, 1869
- Thoriinae Cope, 1869
- Spelerpinae Cope, 1859
- Typhlomolgidae Stejneger & Barbour, 1917

Les Hemidactyliinae sont une sous-famille d'urodèles. Elle a été créée par Edward Hallowell en 1856.

## Répartition
Les espèces de cette sous-famille se rencontrent du Sud du Canada au Brésil.

## Liste des genres
Selon Amphibian Species of the World (16 septembre 2015) :
- Aquiloeurycea Rovito, Parra-Olea, Recuero & Wake, 2015
- Batrachoseps Bonaparte, 1839
- Bolitoglossa Duméril, Bibron & Duméril, 1854
- Bradytriton Wake & Elias, 1983
- Chiropterotriton Taylor, 1944
- Cryptotriton García-París & Wake, 2000
- Dendrotriton Wake & Elias, 1983
- Eurycea Rafinesque, 1822
- Gyrinophilus Cope, 1869
- Hemidactylium Tschudi, 1838
- Isthmura Dubois & Raffaëlli, 2012
- Ixalotriton Wake & Johnson, 1989
- Nototriton Wake & Elias, 1983
- Nyctanolis Elias & Wake, 1983
- Oedipina Keferstein, 1868
- Parvimolge Taylor, 1944
- Pseudoeurycea Taylor, 1944
- Pseudotriton Tschudi, 1838
- Stereochilus Cope, 1869
- Thorius Cope, 1869
- Urspelerpes Camp, Peterman, Milanovich, Lamb, Maerz & Wake, 2009

## Taxinomie
La classification de cette sous-famille a fortement évolué à la suite des travaux de Vieites, Román, Wake et Wake de 2011, qui ont fusionné les trois anciennes sous-familles des Bolitoglossinae, des Hemidactyliinae et des Spelerpinae dans une seule sous-famille des Hemidactyliinae agrandie.

## Publication originale
- Gray, 1850 : Catalogue of the Specimens of Amphibia in the Collection of the British Museum. Part II. Batrachia Gradientia (texte intégral).